# Гілберт (Луїзіана)
Гілберт (англ. Gilbert) — селище (англ. village) в США, в окрузі Франклін штату Луїзіана. Населення — 449 осіб (2020).

## Географія
Гілберт розташований за координатами 32°3′13″ пн. ш. 91°39′6″ зх. д. / 32.05361° пн. ш. 91.65167° зх. д. (32.053625, -91.651599).  За даними Бюро перепису населення США в 2010 році селище мало площу 2,49 км², з яких 2,44 км² — суходіл та 0,04 км² — водойми. В 2017 році площа становила 2,76 км², з яких 2,72 км² — суходіл та 0,04 км² — водойми.

## Демографія
Згідно з переписом 2010 року, у селищі мешкала 521 особа в 209 домогосподарствах у складі 136 родин. Густота населення становила 210 осіб/км².  Було 245 помешкань (99/км²).
Расовий склад населення:
| - 67,8 % — білих - 31,1 % — чорних або афроамериканців - 0,2 % — корінних американців |

До двох чи більше рас належало 1,0 %. Частка іспаномовних становила 0,2 % від усіх жителів.
За віковим діапазоном населення розподілялося таким чином: 25,0 % — особи молодші 18 років, 54,8 % — особи у віці 18—64 років, 20,2 % — особи у віці 65 років та старші. Медіана віку мешканця становила 42,1 року. На 100 осіб жіночої статі у селищі припадало 79,0 чоловіків;  на 100 жінок у віці від 18 років та старших — 73,0 чоловіків також старших 18 років.
За межею бідності перебувало 37,7 % осіб, у тому числі 50,4 % дітей у віці до 18 років та 28,4 % осіб у віці 65 років та старших.
Цивільне працевлаштоване населення становило 144 особи. Основні галузі зайнятості: роздрібна торгівля — 27,8 %, сільське господарство, лісництво, риболовля — 24,3 %, освіта, охорона здоров'я та соціальна допомога — 22,9 %.